# Jonatas Santos
Jonatas da Anunciação Santos, noto semplicemente come Jonatas Santos (Feira de Santana, 16 dicembre 2001), è un calciatore brasiliano naturalizzato emiratino, centrocampista dell'Al-Wasl in prestito dall'Al-Ain.

## Palmarès

### Club

#### Competizioni nazionali
- UAE Arabian Gulf Cup: 1

Al-Ain: 2021-2022
- UAE Arabian Gulf League: 1

Al-Ain: 2021-2022

#### Competizioni internazionali
- AFC Champions League: 1

Al-Ain: 2023-2024